# 中西泰人
中西 泰人（なかにし やすと、1970年2月24日 - ）は、日本の工学者。慶應義塾大学環境情報学部教授。

## 経歴・人物
大阪府生まれ。1988年に奈良学園高等学校卒業後東京大学に進学し、1992年工学部機械工学科を卒業。1998年同大学院工学系研究科博士課程を修了し、「進化計算を応用したデザイン支援システムおよび感性情報獲得システムの研究」にて博士（工学）を取得。
同年、電気通信大学大学院情報システム学研究科情報システム運用学講座助手となり、2003年より東京農工大学工学部情報コミュニケーション工学科助教授に就任。2005年、慶應義塾大学環境情報学部助教授に転任し、2015年に同教授に就任した。
インタラクション・エクスペリエンスデザイン、発想支援システムやワークショップなどの創造活動支援の研究者。建築・都市関連のプロジェクトも多く、メディアアート作品の制作も手がける。

## 著書

### 訳書
- （ベン・フライ, ケイシー・リース）安藤幸央・澤村正樹・杉本達應『Processing: ビジュアルデザイナーとアーティストのためのプログラミング入門』BNN新社、2015年、監訳

### 共著
- （日本建築学会）『建築を拓く建築・都市・環境を学ぶ次世代オリエンテーション』鹿島出版会、2004年、分担執筆
- 『POST‐OFFICE ワークスペース改造計画』TOTO出版、2006年
- 『デザイン言語2.0 インタラクションの思考法』慶應義塾大学出版会、2006年
- 『POST-OFFICE 公空間經濟學-75個提案打造新工作型態』漫遊者、2007年
- 『オフィスの夢 集合知:100人が語る新世代のオフィス』彰国社、2009年
- 中西泰人・岩嵜博論・佐藤益大『アイデアキャンプ 創造する時代の働き方』NTT出版、2011年
- 山中俊治・脇田玲・田中浩也・坂井直樹・岩竹徹, 加藤文俊・中西泰人・藤田修平・筧康明・水野大二郎『未来をプロトタイピングするために』慶應義塾大学出版会、2013年
- 井庭崇・中埜博・竹中平蔵・江渡浩一郎・中西泰人・羽生田栄一『パターン・ランゲージ：創造的な未来をつくるための言語』慶應義塾大学出版会、2013年
- 琴坂将広・宮垣元・清水たくみ・中西泰人・秋山美紀・宮川祥子・一ノ瀬友博・國枝美佳・Rajib Shaw・松井孝治・馬場わかな・國領二郎・蟹江憲史『社会イノベーションの方法と実践（シリーズ　総合政策学をひらく） 』慶應義塾大学出版会、2023年
- 奥谷哲郎・田井普・髙木健太・中西泰人『UnityとROS 2で実践するロボットプログラミング ロボットUI/UXの拡張 (エンジニア入門シリーズ) 科学情報出版株式会社、2024年
- 中西泰人・本江正茂・石川初『スマートシティとキノコとブッダ　人間中心「ではない」デザインの思考法 』ビー・エヌ・エヌ 、2024年

### 編集協力
- 『10+1』No.33（特集 建築と情報の新しいかたち）INAX出版、2003年[1]

## 親族
祖父は「ホトトギス」同人で俳人協会名誉会員であった大橋宵火である。